# Directeur de police municipale
Directeur de police municipale est un poste de la fonction publique territoriale française placé en catégorie « A » et créé par le décret du 17 novembre 2006, afin d'assurer la direction fonctionnelle et opérationnelle des services de police municipale dans les collectivités territoriales où il existe plus de vingt agents (en deçà, ils sont placés de fait sous l'autorité du chef de service de police municipale, et à défaut, c'est le brigadier-chef principal qui est chargé de leur encadrement).
Ce décret du 17 novembre 2006 a été déféré par l'Union syndicale professionnelle des policiers municipaux devant le Conseil d'État (recours no 300672) mais a été rejeté.
Au 1er juillet 2007, le nombre de directeurs de police municipale est estimé à 67 sur tout le territoire français, nommés par intégration directe ou indirecte (examen professionnel). Par ailleurs, depuis l'examen d'intégration dans le cadre d'emploi des directeurs de police municipale, 47 chefs de service dont trois femmes viennent de rejoindre les directeurs actuellement en poste. Ainsi, les 114 premiers directeurs de police municipale permettront de doter la filière sécurité (police municipale) d'un véritable encadrement hautement qualifié.
Néanmoins, c'est seulement en 2008 que le premier concours de directeur de police municipale est organisé et 20 candidats (8 internes et 12 externes) sont admis.